# Silvana Scandariato
Silvana Scandariato (...) è un'attrice e costumista italiana.

## Biografia
Silvana Scandariato è conosciuta come costumista e attrice. È celebre per aver partecipato a Zombi Holocaust (1980), Roma violenta (1975) e Incubo sulla città contaminata (1980), è la madre dello scrittore Dario Doshin Girolami, avuto dal regista Marino Girolami. 

## Filmografia

### Costumista
- I magnifici Brutos del West (1964)
- Veneri al sole (1965)
- Spiaggia libera (1966)
- Decameron proibitissimo (Boccaccio mio statte zitto) (1972)
- Maria Rosa la guardona (1973)
- Grazie... nonna (1975)
- Roma violenta (1975)
- La moglie vergine (1975)
- Roma, l'altra faccia della violenza (1976)
- Napoli violenta (1976)
- Italia a mano armata (1976)
- Il ginecologo della mutua (1977)
- La banda del trucido (1977)
- Emanuelle e gli ultimi cannibali (1977)
- La via della prostituzione (1978)
- L'insegnante balla... con tutta la classe (1979)
- Zombi Holocaust (1980)
- La liceale al mare con l'amica di papà (1980)
- Incubo sulla città contaminata (1980)
- Pierino contro tutti (1981)
- Pierino colpisce ancora (1982)
- Giggi il bullo (1982)
- Paulo Roberto Cotechiño centravanti di sfondamento (1983)